# Tegnas
Il Tegnas è un torrente dell'Agordino, affluente di destra del Cordevole. 

Nasce alle pendici settentrionali della Croda Granda e percorre in direzione nord l'isolata valle di Angheraž compresa tra il gruppo dell'Agner e l'altopiano delle Pale di San Martino. All'altezza dell'abitato di Col di Pra, il corso piega ad est e attraversa la Valle di San Lucano, tra l'Agner e le Pale di San Lucano. All'altezza di Taibon Agordino sfocia nel Cordevole.